# 安车骨靺鞨
安车骨靺鞨，即安车骨部，又作安居骨。是北魏勿吉七部之一、隋唐时期靺鞨七部之一。
安车骨位于伯咄部东北方，相当于今黑龙江省依兰县东南和以东地区，宁安市、牡丹江市为中心的牡丹江流域；一说在哈尔滨市、阿城区、五常市境阿什河流域、阿勒楚喀即安车骨之转音。“安车骨”，满语意为“金”。隋末唐初，农业已有一定发展，但仍住半地穴式房屋。已形成部落军事联盟，势力较弱，胜兵不过三千。该部被高句丽攻破，臣附高句丽。唐朝灭高句丽，其部众奔散。遗民并入渤海国。一再后逐渐发展，成为女真完颜部。